# Чаплин, Николай Дмитриевич
Никола́й Дми́триевич Ча́плин (15 августа 1852 — после 1937) — русский судебный деятель, сенатор (1905), управляющий Межевой частью на правах товарища министра юстиции в 1905—1917 гг.

## Биография
Православный. Из потомственных дворян Тверской губернии.
В 1872 году окончил Императорское училище правоведения и поступил на службу по Министерству юстиции, был назначен кандидатом на судебные должности при прокуроре Казанской судебной палаты.
С мая 1873 по ноябрь 1874 года исполнял должность судебного следователя различных участков округа Казанского окружного суда, а в 1874 году назначен был товарищем прокурора Вятского окружного суда.
Затем последовательно занимал должности: товарища прокурора Петроковского и Санкт-Петербургского окружных судов, прокурора Радомского, Варшавского и Петербургского окружных судов, председателя Петербургского окружного суда, члена консультации при Министерстве юстиции и исполняющего обязанности вице-директора 2-го департамента Министерства юстиции, затем 1-го департамента, временно исполняющего должность директора 1-го департамента и, наконец, директора 2-го департамента.
Чины: действительный статский советник (1892), тайный советник (1903), действительный тайный советник (1916).
За время службы принимал участие во многих совещаниях и комиссиях в качестве представителя министерства юстиции, среди которых: по введению в России календаря по новому стилю, о порядке введения всеобщего обучения в империи, о поземельном устройстве крестьян и инородцев сибирских губерний.
6 мая 1905 года назначен сенатором и управляющим Межевой частью Министерства юстиции на правах товарища министра. Состоял членом высшей комиссии для всестороннего исследования железнодорожного дела в России, председателем юридической подкомиссии и заместителем министра юстиции в Комитете по заселению Дальнего Востока. В 1908—1911 годах, по Высочайшему повелению, производил поверку постановки технического надзора за межевыми работами во всех губерниях, где были созданы землеустроительные комиссии.

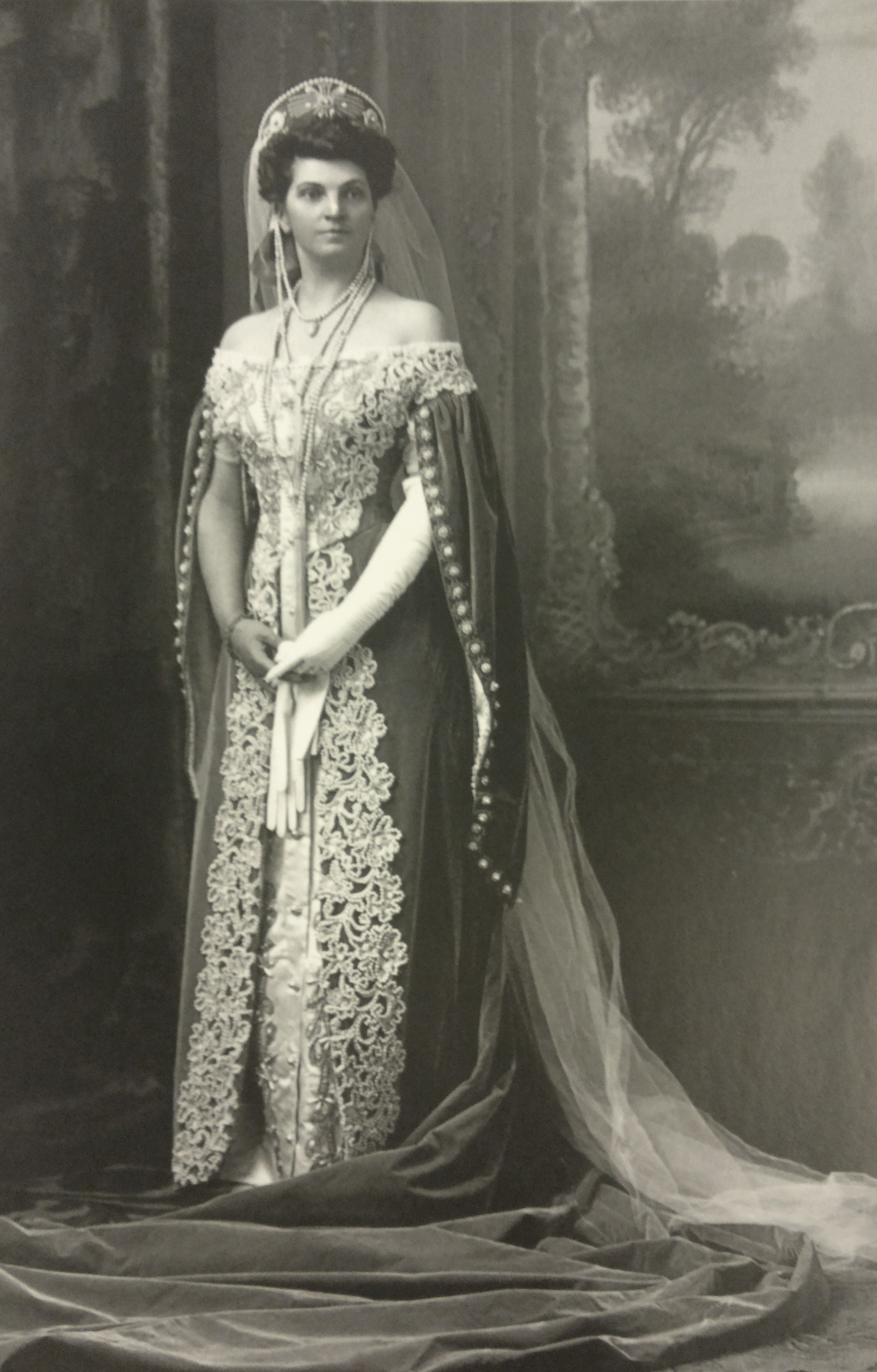
Александра Чаплина, жена

Кроме того, состоял товарищем председателя Комитета правоведской кассы, почетным мировым судьей Слонимского округа, почетным членом Императорского Московского археологического института, а также членом комитета великой княжны Татьяны Николаевны.
Судьба после революции 1917 года неизвестна.

## Семья
До 1909 года был женат на дочери тайного советника Софии Петровне Севастьяновой. Их дети:
- Николай (1876—1937), воспитанник Училища правоведения (1896), вице-директор 1-го департамента Министерства юстиции; действительный статский советник, камергер. В эмиграции в Югославии.[1]
- Дмитрий (1880—1899)

Вторая жена Александра Александровна фон Галлер, в первом браке Баралевская.

## Награды
- орден Святого Станислава 1-й ст. (1897)
- орден Святой Анны 1-й ст. (1901)
- орден Святого Владимира 2-й ст. (1905)
- Высочайшая благодарность (1906)
- орден Белого Орла (1909)
- орден Святого Александра Невского (1913)
- Высочайшая благодарность (1913)
- Знак отличия «за труды по землеустройству»

Иностранные:
- прусский орден Короны 2-й ст. (1897)
- болгарский орден «За гражданские заслуги» 1-й ст. (1903)
- французский орден Почетного легиона, офицерский крест (1903)